# 优布·特留尼西特
优布·特留尼西特（日语： Job Trunicht），是日本作家田中芳树创作的小说《银河英雄传说》中的反派角色。小说中他是自由行星同盟的政治家，后来成为同盟的国家元首。

## 角色设定
特留尼西特在书中是自由行星同盟极受欢迎的政治人物，他是田中芳树作为“腐败民主主义的代表”而创作的讽刺角色。他有舞台演员般的外貌，是一位能言善辩的野心家。在小说的主线故事开始时，他担任国防委员长；其后因为同盟政府远征帝国惨败而换届，他得以当选最高评议会议长，成为了同盟元首和最高掌权者。他为巩固其派系权势培植了大量的亲信党羽，与地球教合作将其影响力不断地渗透到军队和舆论界，并利用手中权力对杨威利百般打压。当同盟首都海尼森遭受银河帝国军入侵时，他力主停战并与帝国方面签订了城下之盟《巴拉特条约》。之后他转而为帝国效力，甚至被莱因哈特任命为新领土总督府的高等参事官。最终，他被叛乱失败的罗严塔尔总督枪杀身亡。
他在主线故事中首次出现在国防委员会举办的“亚斯提战役”追悼会（本传卷1·黎明篇），而在外传中的出场则是在罗察士提督的葬礼上（《螺旋迷宫·卷1》）。该角色在漫画版由道原克己负责创作，道原将特留尼西特刻画为一个自恋者，设计了譬如在胸前佩饰玫瑰以及他在镜头前非常注重脸部的角度等情节。

## 原型塑造
《银河英雄传说》作为一部典型的太空歌剧小说，作者田中芳树在刻画书中人物方面参照了大量现实中的真实历史。他在一次访谈中透露其描写的虚构国家“自由行星同盟”部分借鉴了法兰西第三共和国的史实，小说中以戏剧性的手法还原了建立于民主主义基础上的共和国最终却在内部政客们不断的内耗与争斗中一步步走向了崩溃。
作为“腐败民主象征”的特留尼西特，他的历史原型则综合参照了法国政治家爱德华·达拉第（曾长期担任法国国防部长与总理）以及皮埃尔·赖伐尔（曾担任总理，在法国战役期间极力主和）的事迹进行改编创作而成，后者也是第三共和国末期使国家走向覆灭的关键人物之一。

## 影视形象
- 石冢运升曾于1988年至1997年间播出的4期OVA版银河英雄传说动画系列中为优布·特留尼西特配音[8]。
- 在2018年由Production I.G和松竹共同制作的《银河英雄传说 Die Neue These》中，安斉一博（日语：安斉一博）担任特留尼西特的配音[9]。
- 井田國彦（日语：井田國彦）在2011年的《银河英雄传说》舞台剧中饰演特留尼西特这一角色。
- 星吹彩翔（日语：星吹彩翔）在宝冢歌剧团改编的音乐剧《銀河英雄伝説@TAKARAZUKA（日语：銀河英雄伝説@TAKARAZUKA）》中饰演特留尼西特。